# Esport a Geòrgia

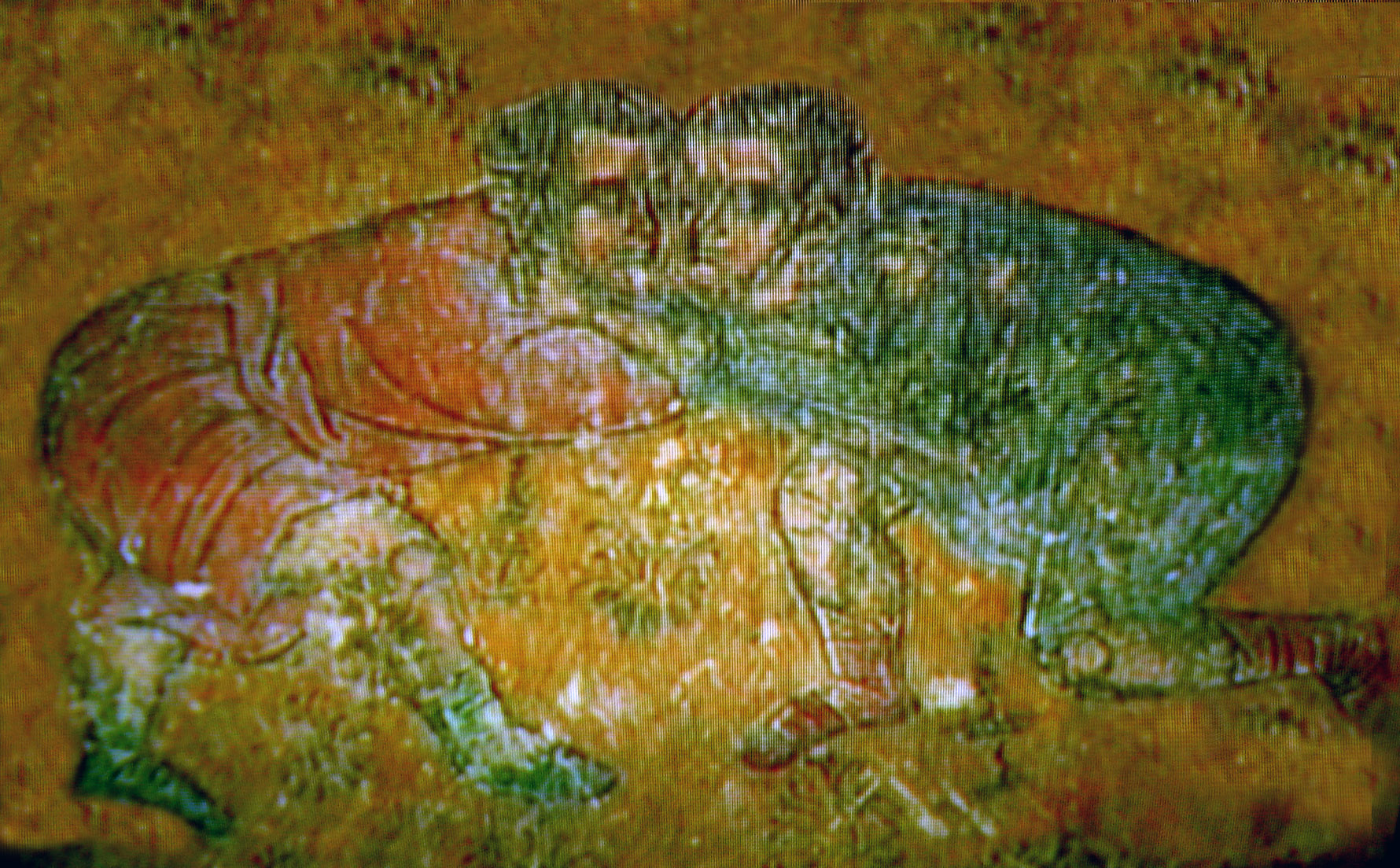
Pintura georgiana antiga mostrant un combat de lluita

Històricament, Geòrgia ha estat famosa per la seva educació física; se sap que els romans estaven fascinats per les qualitats físiques dels georgians després de veure les tècniques d'entrenament de l'antic regne d'Ibèria.
Entre els esports més destacats de Geòrgia destaca el futbol, el basquet, el rugbi a XV, la lluita, el judo i l'aixecament de pesos. Al llarg del segle xix també van destacar el polo i el lelo burti, esport tradicional del país que ha estat substituït pel rugbi.